# Stanislawtschyk (Schmerynka)
Stanislawtschyk (ukrainisch Станіславчик; russisch Станиславчик Stanislawtschik, polnisch Stanisławczyk) ist ein Dorf in der ukrainischen Oblast Winnyzja mit etwa 2800 Einwohnern (2001).
Das erstmals im 16. Jahrhundert schriftlich erwähnte Dorf liegt am Ufer der Murafa, einem 163 km langen, linken Nebenfluss des Dnister, 9 km südlich vom Rajonzentrum Schmerynka und etwa 55 km südwestlich vom Oblastzentrum Winnyzja.
Durch das Dorf verläuft die Territorialstraße T–02–18.

## Verwaltungsgliederung
Am 12. Juni 2020 wurde das Dorf zum Zentrum der neugegründeten Landgemeinde Stanislawtschyk (Станіславчинська сільська громада/Stanislawtschynska silska hromada), zu dieser zählen auch die 13 in der untenstehenden Tabelle aufgelisteten Dörfer sowie die Ansiedlungen Nastassijiwka und Trawnewe, bis dahin bildete es zusammen mit der Ansiedlung Trawnewe die gleichnamige Landratsgemeinde Stanislawtschyk (Станіславчинська сільська рада/Stanislawtschynska silska rada) im Süden des Rajons Schmerynka.
Folgende Orte sind neben dem Hauptort Stanislawtschyk Teil der Gemeinde:
| Name                     | Name            | Name                                  |
| ukrainisch transkribiert | ukrainisch      | russisch                              |
| ------------------------ | --------------- | ------------------------------------- |
| Budky                    | Будьки          | Будьки (Budki)                        |
| Demkiw                   | Демків          | Демков (Demkow)                       |
| Huta-Mowtschanska        | Гута-Мовчанська | Гута-Молчанская (Guta-Moltschanskaja) |
| Kamjanohirka             | Кам’яногірка    | Каменногорка (Kamennogorka)           |
| Kazmasiw                 | Кацмазів        | Кацмазов (Kazmasow)                   |
| Luka-Mowtschanska        | Лука-Мовчанська | Лука-Молчанская (Luka-Moltschanskaja) |
| Mowtschany               | Мовчани         | Молчаны                               |
| Nastassijiwka            | Настасіївка     | Настасиевка (Nastassijewka)           |
| Noskiwzi                 | Носківці        | Носковцы (Noskowzy)                   |
| Oleksijiwka              | Олексіївка      | Алексеевка (Aleksejewka)              |
| Tarassiwka               | Тарасівка       | Тарасовка (Tarassowka)                |
| Telelynzi                | Телелинці       | Телелинцы (Telelinzy)                 |
| Trawnewe                 | Травневе        | Травневое (Trawnewoje)                |
| Warschynka               | Варжинка        | Варжинка (Warschinka)                 |
| Wosniwzi                 | Вознівці        | Вознивцы (Wosniwzy)                   |